# Rosso di Montalcino
Il Rosso di Montalcino è un vino DOC la cui produzione è consentita nel comune di Montalcino (SI).

## Caratteristiche organolettiche
- colore: rosso rubino intenso.
- odore: caratteristico ed intenso.
- sapore: asciutto, caldo, un po' tannico.

## Abbinamenti consigliati
Le sue caratteristiche sono esaltate dai piatti tipici della cucina toscana dal gusto schietto e deciso ma, ugualmente, potrà accompagnare, valorizzandole, le più diverse proposte della cucina internazionale.
Si abbina a piatti di media struttura, quali primi di pasta con sugo di carne, di pollame, di funghi o tartufi, risotti compositi; secondi preparati con carni di maiale o vitello salsato.
Deve essere servito in calici di cristallo per vini rossi ad una temperatura di circa 18 °C.

## Processo di produzione
Il processo di lavorazione che va seguito per la produzione di questo vino prevede, esattamente come succede per il più famoso Brunello, che ad essere utilizzate siano esclusivamente uve di vitigni Sangiovese. Durante il processo di vinificazione, le vinacce devono rimanere a contatto con il mosto, in modo da poter rilasciare tutti gli aromi che andranno a caratterizzare il vino. Alla fermentazione, la cui durata è differente a seconda del prodotto in questione, segue la svinatura, il momento nel quale, cioè, mosto e vinaccia vengono separate. In seguito si procede, nell'ordine, ai processi di travaso, affinemento e invecchiamento, per poi imbottigliare il vino in bottiglie obbligatoriamente di tipo bordolese.
Si può mettere in commercio soltanto dall'inizio di settembre dell'anno successivo a quello di vendemmia.

## Produzione
Provincia, stagione, volume in ettolitri
- Siena (1990/91) 2064,93
- Siena (1991/92) 1942,17
- Siena (1992/93) 2240,0
- Siena (1993/94) 2187,15
- Siena (1994/95) 946,61
- Siena (1995/96) 991,29
- Siena (1996/97) 970,11